# FreeCAD
FreeCAD — вільна система автоматизованого проєктування (САП) для 3D-моделювання загального призначення для параметричного твердотільного конструювання. Розповсюджується на умовах ліцензій GNU GPL і GNU LGPL. FreeCAD призначена для використання у галузі машинобудування, промислового дизайну та архітектури.

## Можливості
Функції інструментів FreeCAD схожі на САП CATIA, SolidWorks або Solid Edge.
У FreeCAD широко використовуються інші відкриті бібліотеки, призначені для наукових обчислень. Серед них OpenCASCADE, Coin3D, Qt, і мова програмування Python.
Розширення можливостей FreeCAD здійснюється шляхом встановлення додатків та макросів, переважно у вигляді Python-скриптів.
Саму програму FreeCAD також можна використати в інших програмах як програмну бібліотеку використовуючи API командного рядка.

## FreeCAD в Україні
FreeCAD використовується у закладах освіти України для навчання кресленню, 3D моделюванню, інженерній та комп'ютерній графіці, зокрема як безкоштовна альтернатива AutoCAD і SolidWorks та заміна для КОМПАС-3D.
У 2021-2022 роках для студентів КПІ створено курс лекцій та практичних і лабораторних робіт.
22 квітня 2023 року для викладачів та студентів ПНПУ проведено лекцію з використання FreeCAD.
З 19 лютого по 1 березня 2024 року для студентів НАУ проводився практикуми з використання FreeCAD.